# Sant Cugat Sesgarrigues
Sant Cugat Sesgarrigues è un comune spagnolo situato nella comunità autonoma della Catalogna.